# Nosislav (tvrz)
Tvrz Nosislav se nachází v ulici Na Tvrzi (čp. 72) v městysu Nosislav v okrese Brno-venkov. Je chráněna od roku 1964 jako kulturní památka.

## Popis stavby
Jedná se o pozdně gotickou stavbu o rozměrech 11,5 × 7,8 m, která původně byla přízemím věžovité tvrze. Původní dvoupatrová budova byla v roce 1680 o patro snížena a doplněna hospodářskými stavbami. Rozsáhlá místnost v budově byla později rozdělena příčkami a přestropena na dvě podlaží, přičemž horní je přístupné zachovaným původním schodištěm. V severní stěně se nachází arkýř s prevétem, v horním patře jsou pod podhledem schovány původní renesanční vyřezávané a malované trámy. Na přelomu 19. a 20. století byl k východní stěně přistavěn přístavek, takže tvrz tvoří západní část dnešní budovy. V 90. letech 20. století byla stodola u tvrze změněna na rodinný dům. Tvrz byla původně opevněna valem a příkopem, z jižní strany byla chráněna Svratkou. Torzo příkopu je dosud patrné, do roku 1945 byl příkop částečně funkční. Tvrz zůstala zachována díky vyhnutí se válečným událostem zejména za třicetileté války a ušetřena přestavbám za úpadku obce po jejím někdejším rozvoji v 16. století, i díky péči během zemědělského využití na výhodném místě v obci. Národní památkový ústav řadí chátrající budovu tvrze mezi nejohroženější nemovité památky.

## Historie
Tvrz byla spolu s opevněným římskokatolickým kostelem svatého Jakuba (vzdáleným asi 150 až 200 metrů) součástí obranného systému Nosislavi. Obranný systém byl budován proti nepřátelským nájezdům do brněnské kotliny od jihovýchodu podél řeky Svratky. Jeho největší význam byl v době tureckého nebezpečí v 16. století. Nebyl ovšem vojensky významně využit. Asi 150 m vzdálený opevněný kostel stojí na malém návrší, původně možná zřetelnějším ostrohu. Dominantní hradby byly z velké části od začátku 90. let 20. století postupně opraveny v součinnosti se státní památkovou péči.
Nepřímo se předpokládá existence tvrze již k roku 1278, kdy je první písemná zmínka o Nosislavi. První známá majitelka vsi, Žofie z Drahotúš, tady měla pravděpodobně nějaké sídlo, tvrz anebo její zárodek či dřívější usedlost nějakého místního zemana. Je však možné, že ta se nacházela na jiném místě, např. na nedaleké vyvýšenině, kde je dnes opevněný kostel. Výslovně doložená zmínka o tvrzi je z roku 1349, kdy byla v držení drobné šlechty (Bušek z Nosislavi). Ke tvrzi patřila četná pole, lesy a zejména vinice. V roce 1406 je první písemná zmínka o vinici náležející ke tvrzi – v trati Nivka (Nywka), což je i první doklad o vinařství v Nosislavi. Šlechtičtí majitelé se v letech 1349–1485 střídali a s nimi i ves či její části. O tom existují četné záznamy v moravských zemských deskách včetně složitých sporů v 15. století. Podrobně je popisuje Blahoslav Španiel. Hlavní díl Nosislavi, k němuž náležela i tvrz, se dostal roku 1485 do vlastnictví rodu pánů z Pernštejna, kteří byli již z dřívějška spolu s pány z Lipého majetníky i jiných částí této vsi (ves byla roku 1486 povýšená na městys). Bylo to za Viléma II. z Pernštejna, ten ji postupně začlenil do židlochovického panství (dokončeno roku 1508). V letech 1485–1530 není známo, kdo na tvrzi bydlel, bylo to ale důležité období opevňování. O dalších bydlících (1530–1612) se ví více, nebyli to však majitelé panství, ale jejich úředníci či osoby s nimi jinak spjaté. Posledním byl v letech 1599–1612 Mikuláš Kfeller z Longrinu. Dlouho se pak po něm psalo o tvrzi jako o „Kfellerovské tvrzi“. 16. století bylo obdobím velkého rozvoje hospodářství v Nosislavi (vinice, sklepy, mlýn, pivovar). Roku 1613 došlo k prodeji tvrze drobnému šlechtici (Jiří Arnošt z Karlovce za 600 zl.). Následoval úpadek v důsledku třicetileté války. V letech 1624–1654 byla tvrz neobydlená. Pak se stala běžnou zemědělskou usedlostí (postupně lán, tříčtvrtělán a půllán). Roku 1673 na ni byla poprvé uvalena robota. K roku 1680 je doložena nákladná přístavba na hospodářské stavení již za nešlechtického majitele (Augustin Gold), původní prvky tvrze však byly zachovány. Až do 50. let 20. století následovalo nepřetržité období hospodaření různých selských rodů. Nešlechtické majitele (nejdříve normální poddané) podrobně popisuje Blahoslav Španiel. Poslední majitel pak vstoupil do JZD, ale až do roku 1993 zde bylo malé hospodářství (Ludvíka Zbořilová). Po roce 1994 nový majitel přestavěl stodolu na rodinný dům, tvrz byla zakonzervována a celý areál byl několik let jízdárnou s agroturistikou. Další majitelé využívali areál pro běžné či rekreační bydlení, historickou budovu ponechávali, ta chátrala. Od roku 2005 se obec (městys) Nosislav snaží využít historickou hodnotu tvrze. Různé záměry však nebyly dosud realizovány.

## Nosislavská tvrz v literatuře
Nosislavská vodní tvrz se stala třikrát dějištěm literárního vyprávění. Všechna jsou časově situována na začátek 20. století, kdy zde bylo hospodářství rodiny Zbořilů. Uceleně shrnul výskyt tématu Nosislavi (včetně tvrze) v literatuře Blahoslav Španiel ve svém díle Nosislavská čítanka. Z těchto tří výskytů je nejvýznamnější u Ivana Jelínka, básníka, překladatele a redaktora BBC, Svobodné Evropy a Hlasu Ameriky. Část svého dětství prožil v Židlochovicích, odtud jezdil na návštěvy na nosislavskou tvrz ke Zbořilům. Druhá zmínka je u Jakuba Obrovského, malíře, grafika a sochaře. Byl rodákem z Bystrce a nosislavskou tvrz zachytil ve své humoristické knize psané v brněnském nářečí. Třetí zmínka je ve vzpomínkách na dětství u Františka Losy (1906–1957), evangelického faráře, rodáka z Nosislavi (ze sousedství). Publikoval je u svého strýce Václava Losy (1867–1939), významného organizátora českých evangelíků v USA. U Jakuba Obrovského je František Losa přejmenován na Františka Soba.